# Volby do zastupitelstev krajů v Česku 2028
Volby do zastupitelstev krajů v Česku v roce 2028 mají proběhnout na podzim 2028 společně s volbami do třetiny Senátu. Na základě novely Ústavy České republiky, účinné od 1. ledna 2026, se volby mají konat první celý říjnový týden, podle volebního zákona v pátek a sobotu, tedy 6. a 7. října 2028.
Předchozí krajské volby se konaly 20. a 21. září 2024. Tehdy v nich zvítězilo hnutí ANO, které dostalo nejvíc hlasů v deseti krajích a získalo celkem téměř 300 mandátů.